# Lille Ronny
Lille Ronny är en melodramatisk pjäs, skriven och regisserad av Hans Alfredson. Den spelades på Maximteatern i Stockholm mellan 4 oktober, då den hade världspremiär, och 14 december 2002.
I Lille Ronny får man följa en familj från 1978 och fram till 2002 genom sex bilder som utspelas på scenen. Varje bild avslutas med sång och med musik ackompanjerad av Fläskkvartetten och komponerad av Tina Ahlin.
I originalensemblen fanns bland andra Vanna Rosenberg och Siw Malmkvist.